# Peter Cameron

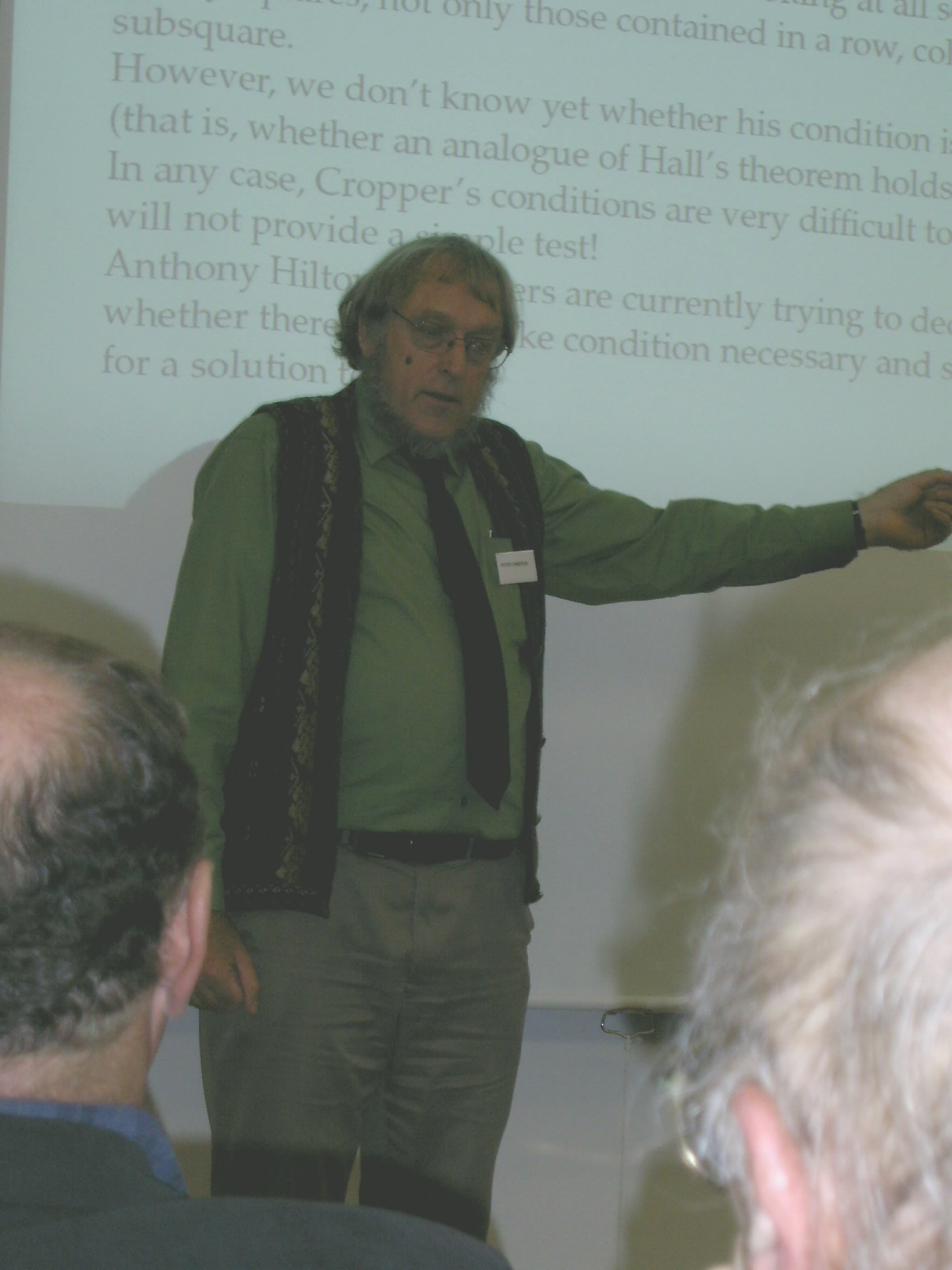

Peter Jephson Cameron (sinh ngày 23.1.1947 tại Toowoomba, Úc) là nhà toán học người Úc, làm việc ở Queen Mary, University of London.

## Cuộc đời và Sự nghiệp
Ông đậu bằng cử nhân khoa học ở Đại học Queensland và bằng tiến sĩ ở Đại học Oxford năm 1971, dưới sự giám sát của Peter M. Neumann. Sau đó ông làm nghiên cứu sinh ở Merton College, Đại học Oxford.
Ông chuyên về đại số và toán học tổ hợp và đã viết các sách về toán học tổ hợp, đại số, các nhóm giao hoán và logic cùng khoảng 250 bài khảo cứu. Số Erdős của ông là 1.

## Giải thưởng
- Giải Whitehead của Hội Toán học London 1979
- Huy chương Euler 2003